# أليكسي كودين
أليكسي ألكساندروفيتش كودين (بالبيلاروسية: Аляксей Кудзін؛ مواليد 20 ديسمبر 1984) هو مُقاتل فنون قتالية مختلطة بيلاروسي.

## وصلات خارجية
- أليكسي كودين على موقع بيلاتور (الإنجليزية)
- أليكسي كودين على موقع شيردوغ (الإنجليزية)
- أليكسي كودين على موقع IMDb (الإنجليزية)